# Світові естафети ІААФ 2019
Світові естафети ІААФ 2019 були проведені 11-12 травня в Йокогамі на Міжнародному стадіоні.
Перші три першості цих змагань відбулись у Нассау. Проте, після того, як уряд Багамських Островів оголосив про неможливість продовжувати надавати фінансові гарантії щодо подальшого проведення цих змагань на Багамських Островах, деякі країни заявили про намір прийняти першість-2019. Після ретельного вивчення цих заяв, у жовтні 2018 ІААФ віддала перевагу Йокогамі.
До програми змагань вперше в історії були включені дві нові змішані естафети. В естафетному бігу 2×2×400 метрів у складі кожної команди брали участь по одному чоловіку та жінці. Кожен з них мав пробігти почергово два етапи. У кожному забігу бар'єрної естафети брали участь 4 команди. Чоловіки починали з бігу на 110 метрів з бар'єрами, після чого передавали естафету жінкам, які бігли в зворотньому напрямку по паралельних доріжках 100 метрів з бар'єрами з додатковим пробіганням 10 метрів на фініші етапу, за ними знову слідував чоловічий з фінішним жіночим етапом.

## Призери

### Чоловіки
| Дистанція    | Золото                                                                 | Золото  | Срібло | Срібло     | Бронза                                                                                  | Бронза     |
| ------------ | ---------------------------------------------------------------------- | ------- | --- | ---------- | --------------------------------------------------------------------------------------- | ---------- |
| 4×100 метрів | БразиліяРодрігу ду Насіменту Жоржі Відаш Дерік Сілва Паулу де Олівейра | 38,05   | СШАМайкл Роджерс Джастін Гетлін Ісая Янг Ноа Лайлс Камерон Баррелл (забіг)                                   | 38,07      | Велика БританіяЧиджинду Уджа Гаррі Айкінс-Айїтей Адам Джемілі Нетаніел Мітчелл-Блейк    | 38,15      |
| 4×200 метрів | СШАКрістофер Белчер Брайс Робінсон Вернон Норвуд Ремонтей Макклейн     | 1.20,12 | ПАРСаймон Магакве Чедерік ван Вік Сінесіфо Дамбіле Акані Сімбіне Йон Селігер (забіг) Анасо Йободвана (забіг) | 1.20,42 AR | НімеччинаМаурісе Гуке Патрік Домогала Алейшу-Платіні Менга Робін Ерева                  | 1.21,26 NR |
| 4×400 метрів | Тринідад і ТобагоДеон Лендор Джерім Річардс Аса Гевара Мачел Седеніо   | 3.00,81 | ЯмайкаДеміш Гей Акім Блумфілд Рушин Мак-Дональд Нетон Аллен Джевон Френсіс (забіг)                           | 3.01,57    | БельгіяДілан Борле Робін Вандербемден Йонатан Борле Йонатан Сакор Жульєн Ватрен (забіг) | 3.02,70    |

### Жінки
| Дистанція    | Золото                                                                                     | Золото     | Срібло | Срібло     | Бронза | Бронза  |
| ------------ | ------------------------------------------------------------------------------------------ | ---------- | --- | ---------- | --- | ------- |
| 4×100 метрів | СШАМікая Бріско Ешлі Гендерсон Дезерія Браянт Алея Гоббс                                   | 43,27      | ЯмайкаГайон Еванс Наташа Моррісон Сашалі Форбс Джоніель Сміт Шерон Сімпсон (забіг)                         | 43,29      | НімеччинаЛіза-Марі Кває Александра Бурґгардт Джина Люкенкемпер Ребекка Гаазе Ліза Маєр (забіг)                                   | 38,15   |
| 4×200 метрів | ФранціяКаролль Заї Естелль Раффе Сінтія Ледюк Марусся Паре                                 | 1.32,16 NR | КНРЛян Сяоцзин Вей Юнлі Кун Лінвей Ге Маньци                                                               | 1.32,76 AR | ЯмайкаЕлейн Томпсон Стефані-Енн Макферсон Шеллі-Енн Фрейзер-Прайс Шеріка Джексон                                                 | 1.33,21 |
| 4×400 метрів | ПольщаМалгожата Голуб-Ковалик Патриція Вичишкевич Анна Келбасинська Юстина Швенти-Ерсетиць | 3.27,49    | СШАДжейд Стептер Шакіма Вімблі Джессіка Беард Кортні Около Джордан Лавендер (забіг) Джоанна Аткінс (забіг) | 3.27,65    | ІталіяМарія Бенедікта Чигболу Айоміде Фолорунсо Джанкарла Тревізан Рафаела Лукудо Елізабетта Ванді (забіг) К'яра Баццоні (забіг) | 3.27,74 |

### Змішані естафети
| Дистанція      | Золото | Золото     | Срібло                                                                   | Срібло     | Бронза                                                   | Бронза     |
| -------------- | --- | ---------- | ------------------------------------------------------------------------ | ---------- | -------------------------------------------------------- | ---------- |
| 4×400 метрів   | СШАМайлік Керлі Джоанна Аткінс Джасмін Блокер Донтавіус Райт Бріонна Томас (забіг) Олівія Бейкер (забіг)   | 3.16,43    | КанадаОстін Коул Аіянна Стіверн Зої Шерар Філіп Осеї Аліша Браун (забіг) | 3.18,15    | КеніяДжаред Моманьї Морін Томас Геллен Сьйомба Арон Коеч | 3.19,43    |
| 2×2×400 метрів | СШАСіайра Браун Донаван Брейзер                                                                            | 3.36,92 SB | АвстраліяКатріона Біссет Джошуа Ральф                                    | 3.37,61 SB | ЯпоніяАяно Сіомі Аллон Клей                              | 3.38,36 SB |
| Бар'єрна       | СШАКрістіна Клемонс Фредді Кріттенден Шаріка Нелвіс Девон Аллен Квін Гаррісон (забіг) Раян Фонтено (забіг) | 54,96 SB   | ЯпоніяАяко Кімура Сюня Такаяма Масумі Аокі Тайо Канай                    | 55,59 SB   | не вручалась                                             |            |

## Командна першість
Очки в межах командної першості нараховувались за схемою: 8 очок за перше місце в кожній дисципліні з пониженням до 1 очка за 8 місце у фіналах.
| Місце | Країна          | Очки |
| ----- | --------------- | ---- |
| 1     | США             | 54   |
| 2     | Ямайка          | 27   |
| 3     | Японія          | 27   |
| 4     | Німеччина       | 18   |
| 5     | Польща          | 17   |
| 6     | Бразилія        | 16   |
| 7     | КНР             | 15   |
| 8     | Італія          | 15   |
| 9     | Франція         | 13   |
| 10    | Велика Британія | 13   |

## Онлайн-трансляція
ІААФ здійснювала вебтрансляцію змагань на власному YouTube-каналі:
- День 1 на YouTube
- День 2 на YouTube

## Українці на змаганнях
Склад української команди для участі в окремих дисциплінах змагань (чоловіча та жіноча естафети 4×100 метрів та жіноча естафета 4×400 метрів) був затверджений на засіданні Виконкому ФЛАУ 23 березня.
Пропустивши два турніри з трьох Україна знову з'явилася на Світових естафетах у Йокогамі у 2019.
З «багамського» складу до Японії для участі у чоловічій естафеті 4×100 метрів поїхали лише двоє — Сергій Смелик та Еміль Ібрагімов. Віталій Корж закінчив кар'єру спортсмена, а Ігоря Бодрова у команді на той момент не було. Разом з Олександром Соколовим і Володимиром Супруном чоловіча команда у першому колі показала час 38,84, чого забракло для виходу до фіналу.
Не вдалося потрапити до фіналу і жіночій естафетній четвірці 4×100 метрів у складі Анни Плотіциної, Христини Стуй, Яни Качур і Марії Мокрової (44,50).
Основні надії українських вболівальників пов'язували з жіночою естафетною командою 4×400 метрів. Українки у складі Катерини Климюк, Аліни Логвиненко, Тетяни Мельник і Анни Рижикової впевнено виграли забіг, але вже менше, ніж за дві години з'явилася інформація про дискваліфікацію. Причиною став інцидент зі штовханням з представницею індійського естафетного квартету, який трапився перед передачею естафетної палички з другого на третій етап — від Аліни Логвиненко Тетяні Мельник. На жаль, схилити апеляційну комісію на нашу користь не вдалося.